# Färöische Fußballmeisterschaft 1983
Die Färöische Fußballmeisterschaft 1983 wurde in der 1. Deild genannten ersten färöischen Liga ausgetragen und war insgesamt die 41. Saison. Sie startete am 24. April 1983 und endete am 25. September 1983.
Aufsteiger MB Miðvágur kehrte nach zwei Jahren in die höchste Spielklasse zurück. Meister wurde GÍ Gøta, die den Titel somit zum ersten Mal erringen konnten. Titelverteidiger HB Tórshavn landete auf dem zweiten Platz. Absteigen musste hingegen MB Miðvágur nach einem Jahr Erstklassigkeit.
Im Vergleich zur Vorsaison verbesserte sich die Torquote auf 3,17 pro Spiel, was den höchsten Schnitt seit 1980 bedeutete. Den höchsten Sieg erzielte GÍ Gøta mit einem 6:0 im Auswärtsspiel gegen MB Miðvágur am zehnten Spieltag. Das torreichste Spiel absolvierten TB Tvøroyri und HB Tórshavn mit einem 2:5 am siebten Spieltag.

## Modus
In der 1. Deild spielte jede Mannschaft an 14 Spieltagen jeweils zwei Mal gegen jede andere. Die punktbeste Mannschaft zu Saisonende stand als Meister dieser Liga fest, die letzte Mannschaft stieg in die 2. Deild ab.

## Saisonverlauf

### Meisterschaftsentscheidung
GÍ Gøta startete mit drei Siegen in die Saison, nach einem 1:1 gegen B68 Toftir im Heimspiel am vierten Spieltag zog KÍ Klaksvík aufgrund der besseren Tordifferenz vorbei. Die Führung währte jedoch nur kurz und musste nach einem 4:4 im Heimspiel gegen MB Miðvágur wieder abgegeben werden, da GÍ Gøta am selben Spieltag auswärts mit 1:0 gegen HB Tórshavn gewinnen konnte. Nach einer 2:4-Niederlage von GÍ im direkten Duell bei KÍ Klaksvík und einem 0:2 im Heimspiel gegen LÍF Leirvík, wechselte die Führung nach dem achten Spieltag erneut zu KÍ. Diese standen bis zum 1:1-Unentschieden gegen LÍF Leirvík im Heimspiel am elften Spieltag an der Spitze, danach befand sich erstmals HB Tórshavn punktgleich vor KÍ auf Platz eins. HB verlor jedoch das nächste Spiel mit 1:2 bei GÍ Gøta, wovon KÍ Klaksvík durch ein 5:0 bei MB Miðvágur profitieren und wieder den Abstand auf zwei Punkte vergrößern konnte. Am 13. Spieltag kam KÍ über ein 0:0 im Heimspiel gegen HB nicht hinaus, wobei GÍ mit 3:2 im Auswärtsspiel gegen B36 Tórshavn gewinnen konnte und den Abstand ihrerseits auf einen Punkt verringerte. Am letzten Spieltag kam es erneut zu einem direkten Duell. Hierbei behielt GÍ mit 5:1 gegenüber KÍ die Oberhand und konnte sich somit noch auf den ersten Platz schieben.

### Abstiegskampf
Die ersten vier Spiele wurden von TB Tvøroyri jeweils verloren. Am fünften Spieltag konnte das direkte Duell im Heimspiel gegen den damaligen Siebtplatzierten LÍF Leirvík mit 3:0 gewonnen und der letzte Tabellenplatz verlassen werden. Da die nächsten drei Spiele für TB jedoch erneut verloren wurden, rutschte die Mannschaft wieder ab und belegte ab dem siebten Spieltag den letzten Tabellenplatz, da LÍF diesen mit einem 3:1 im Heimspiel gegen B68 Toftir verlassen konnte. Am neunten Spieltag gelang TB ein 2:1-Heimsieg gegen GÍ Gøta, so dass nun erstmals B68 Toftir das Tabellenende zierte, doch schon am nächsten Spieltag tauschten beide Mannschaften durch den 3:1-Sieg von B68 im direkten Duell mit TB wieder die Plätze. Durch drei Siege in Folge, davon ein nachträglich errungener am Grünen Tisch, entledigte sich TB aller Abstiegssorgen. Ab dem zwölften Spieltag stand MB Miðvágur auf dem letzten Platz und konnte diesen bis zum Saisonende nicht mehr verlassen, ab dem zehnten Spieltag wurden die restlichen Spiele allesamt verloren. Die Entscheidung um den Klassenerhalt fiel am letzten Spieltag. LÍF Leirvík und MB Miðvágur waren punktgleich, wobei LÍF die deutlich bessere Tordifferenz aufwies. B36 Tórshavn hatte auf beide Teams zwei Punkte Vorsprung. Dennoch bestanden durch den 2:0-Heimsieg von LÍF gegen B36 nur noch theoretische Chancen für MB, die ihrerseits das Heimspiel mit 1:3 gegen B68 Toftir verloren und somit absteigen mussten.

## Abschlusstabelle
| Pl. | Verein             | Sp. | S | U | N | Tore    | Diff. | Punkte |
| --- | ------------------ | --- | - | - | - | ------- | ----- | ------ |
| 1.  | GÍ Gøta            | 14  | 9 | 1 | 4 | 031:180 | +13   | 19:90  |
| 2.  | HB Tórshavn (M, P) | 14  | 8 | 2 | 4 | 023:120 | +11   | 18:10  |
| 3.  | KÍ Klaksvík        | 14  | 7 | 4 | 3 | 029:210 | +8    | 18:10  |
| 4.  | B68 Toftir         | 14  | 5 | 4 | 5 | 019:190 | ±0    | 14:14  |
| 5.  | TB Tvøroyri        | 14  | 6 | 0 | 8 | 023:210 | +2    | 12:16  |
| 6.  | LÍF Leirvík        | 14  | 4 | 3 | 7 | 016:220 | −6    | 11:17  |
| 7.  | B36 Tórshavn       | 14  | 4 | 3 | 7 | 017:270 | −10   | 11:17  |
| 8.  | MB Miðvágur (N)    | 14  | 3 | 3 | 8 | 019:370 | −18   | 09:19  |

Platzierungskriterien: 1. Punkte – 2. Tordifferenz – 3. geschossene Tore

| (M) | Meister des Vorjahrs           |
| (P) | Pokalsieger des Vorjahrs       |
| (N) | Neuaufsteiger aus der 2. Deild |

## Spiele und Ergebnisse
|              | B36 | B68 | GÍ  | HB     | KÍ  | LÍF | MB  | TB     |
| ------------ | --- | --- | --- | ------ | --- | --- | --- | ------ |
| B36 Tórshavn |     | 2:1 | 2:3 | 1:0    | 1:3 | 3:3 | 0:4 | 3:1    |
| B68 Toftir   | 0:0 |     | 3:1 | 0:1    | 2:2 | 1:0 | 1:1 | 3:1    |
| GÍ Gøta      | 4:1 | 1:1 |     | 2:1    | 5:1 | 0:2 | 3:1 | 1:0    |
| HB Tórshavn  | 2:1 | 3:1 | 0:1 |        | 2:0 | 2:0 | 4:0 | 2:0    |
| KÍ Klaksvík  | 1:2 | 3:1 | 4:2 | 0:0    |     | 1:1 | 4:4 | 2:0    |
| LÍF Leirvík  | 2:0 | 3:1 | 0:1 | 1:1    | 1:2 |     | 2:1 | 01:0 1 |
| MB Miðvágur  | 0:0 | 1:3 | 0:6 | 00:3 2 | 0:5 | 3:1 |     | 0:3    |
| TB Tvøroyri  | 3:1 | 0:1 | 2:1 | 2:5    | 0:1 | 3:0 | 5:1 |        |

## Torschützenliste
Bei gleicher Anzahl von Treffern sind die Spieler nach dem Nachnamen alphabetisch geordnet.
| Platz | Spieler                 | Verein      | Tore |
| ----- | ----------------------- | ----------- | ---- |
| 1     | Petur Hans Hansen       | B68 Toftir  | 10   |
| 2     | Ásmund Nolsøe           | TB Tvøroyri | 09   |
| 3     | Hans Leo í Bartalsstovu | GÍ Gøta     | 08   |
| 3     | Lárus Gretarsson        | GÍ Gøta     | 08   |
| 5     | Beinur Poulsen          | KÍ Klaksvík | 07   |
| 6     | Oddbjørn Joensen        | KÍ Klaksvík | 06   |
| 6     | Símun Petur Justinussen | GÍ Gøta     | 06   |
| 8     | Mikkjal Danielsen       | MB Miðvágur | 05   |
| 8     | Jákup Mikkelsen         | KÍ Klaksvík | 05   |
| 8     | Helgi Olsen             | HB Tórshavn | 05   |

## Trainer
| Mannschaft   | Trainer              | Spieltage |
| ------------ | -------------------- | --------- |
| B36 Tórshavn | Jóhan Nielsen        | 01–14     |
| B68 Toftir   | Valter Jensen        | 01–14     |
| GÍ Gøta      | Kristian Hjartansson | 01–14     |
| HB Tórshavn  | Ole Skoubo           | 01–14     |
| KÍ Klaksvík  | Jens Hvidemose       | 01–14     |
| LÍF Leirvík  | Ernie Boxall         | 01–14     |
| MB Miðvágur  | Finnur Helmsdal      | 01–14     |
| TB Tvøroyri  | Henrik Thomsen       | 01–14     |
| TB Tvøroyri  | Sigmund Nolsøe       | 01–14     |

Während der gesamten Saison gab es keine Trainerwechsel.

## Spielstätten
| Mannschaft   | Stadion        | Spielort   |
| ------------ | -------------- | ---------- |
| B36 Tórshavn | Gundadalur     | Tórshavn   |
| B68 Toftir   | Svangaskarð    | Toftir     |
| GÍ Gøta      | Sarpugerði     | Norðragøta |
| HB Tórshavn  | Gundadalur     | Tórshavn   |
| KÍ Klaksvík  | Við Djúpumýrar | Klaksvík   |
| LÍF Leirvík  | Uppi á Brekku  | Leirvík    |
| MB Miðvágur  | Við Kirkjar    | Miðvágur   |
| TB Tvøroyri  | Sevmýri        | Tvøroyri   |

## Schiedsrichter
Folgende Schiedsrichter, darunter einer aus Dänemark, leiteten die 56 Erstligaspiele (zu einem Spiel fehlen die Daten):
| Name                    | Stammverein     | Spiele |
| ----------------------- | --------------- | ------ |
| Baldvin Baldvinsson     | B36 Tórshavn    | 06     |
| Kim Ejdesgaard          | Fram Tórshavn   | 06     |
| Jógvan Jacobsen         | KÍ Klaksvík     | 05     |
| Jákup Simonsen          | ÍF Fuglafjørður | 04     |
| Holger Hansen           | HB Tórshavn     | 03     |
| Egga Jensen             | HB Tórshavn     | 03     |
| Niklas á Líðarenda      | GÍ Gøta         | 03     |
| Martin á Mýrini         | HB Tórshavn     | 03     |
| Róin Clementsen         | B71 Sandur      | 02     |
| Nemus Napoleon Djurhuus | HB Tórshavn     | 02     |
| John Eysturoy           | HB Tórshavn     | 02     |
| Jógvan Gregersen        | Fram Tórshavn   | 02     |
| Jens Straagaard Holm    | ÍF Fuglafjørður | 02     |
| Jákup Fr. Joensen       | GÍ Gøta         | 02     |
| Jóan Jákup Joensen      | B71 Sandur      | 02     |
| Øssur Mohr              | ÍF Fuglafjørður | 02     |
| Preben Olsen            | VB Vágur        | 02     |

Weitere vier Schiedsrichter leiteten jeweils ein Spiel.

## Die Meistermannschaft
In Klammern sind die Anzahl der Einsätze sowie die dabei erzielten Tore genannt.
| 1. | GÍ Gøta |
|    | Hans Leo í Bartalsstovu (14/8) \| Torry í Bartalsstovu (12/1) \| Jógvan Gregersen (2/0) \| Magnus Gregersen (13/3) \| Lárus Gretarsson (13/8) \| Páll Guðlaugsson (14/0) \| Hallur Hansen (13/0) \| Poul Enok Hansen (14/2) \| Dánjal Jarnskor (14/0) \| John Jarnskor (14/1) \| Pauli Jarnskor (6/0) \| Símun Petur Justinussen (9/6) \| Jóannes M. Mikkelsen (3/0) \| Petur Páll Mikkelsen (2/0) \| Tummas Pauli Olsen (14/0) \| Kim Petersen (4/1) \| Helgi Rasmussen (10/1) ohne Einsatz: Rúni Jacobsen - Trainer: Kristian Hjartansson |

## Nationaler Pokal
Im Landespokal gewann GÍ Gøta mit 5:1 gegen Zweitligist Royn Hvalba und erreichte dadurch das Double.